# Antônio Basílio Ribeiro Dantas
Antônio Basílio Ribeiro Dantas (São José de Mipibu, 13 de junho de 1828 — Natal, 21 de novembro de 1895) foi um político brasileiro.
Foi presidente da província do Rio Grande do Norte, de 25 de abril a 13 de maio de 1867, de 6 de agosto a 19 de agosto de 1868, de 21 de julho a 22 de agosto de 1883, de 19 de julho a 30 de setembro de 1884, de 11 de julho a 22 de setembro de 1885, de 18 de junho a 12 de julho de 1889 e de 23 de outubro a 17 de novembro de 1889.
Filho de Antônio Bazilio Ribeiro Dantas (primo do Barão de Mipibu) e Inácia Maria da Silva Bastos. Nas eleições dos anos 1950, o médico e professor universitário Milton Ribeiro Dantas e o advogado Múcio Vilar Ribeiro Dantas (este sendo pai do atual Ministro do Superior Tribunal de Justiça Marcelo Navarro), filhos do seu sobrinho José Ribeiro Dantas, chegaram a ser eleitos deputados estaduais pela UDN dando continuidade à participação de sua família no cenário político potiguar.
Em Natal, foi homenageado com o nome de umas das principais avenidas no Bairro Lagoa Nova.